# João Paulo de Carvalho
João Paulo de Carvalho (Ouro Preto, 7 de março de 1854 – RJ, 5 de agosto de 1905) foi um médico brasileiro.
Doutorado em medicina pela Faculdade de Medicina do Rio de Janeiro em 1877, defendendo a tese “Fisiologia do sangue”. Foi eleito membro da Academia Nacional de Medicina em 1886, com o número acadêmico 152, na presidência de Agostinho José de Sousa Lima.